# Dorothea Waley Singer
Dorothea Waley Singer, nascida Cohen (Londres, 17 de dezembro de 1882 — 24 de junho de 1964), foi uma historiadora da ciência britânica.
Foi a primeira pessoa a presidir a Sociedade Britânica para a História da Ciência. Estudou no Queens' College (Londres). Casou com Charles Singer em 1910, e seus primeiros artigos (1913–1927) foram em co-autoria com seu marido. Em paralelo ela iniciou sua própria linha de pesquisa, especializando-se no período medieval e início do período moderno, inicialmente um projeto ambicioso de identificar e classificar todos os manuscritos sobre ciência e medicina nas Ilhas Britânicas. Ela encontrou mais de 30 mil manuscritos até o final de 1918. Juntamente com seu marido recebeu a Medalha George Sarton de 1956.

## Publicações selecionadas
- Alchemical Texts Bearing The Name of Plato. In: Ambix, the Journal of the Society for the study of alchemy and early chemistry Nr. 2, London 1946, p. 115–128.
- Catalogue of Latin and vernacular alchemical manuscripts in Great Britain and Ireland. Verlag Lamertin, Brüssel 1930.
- Giordano Bruno: His Life and Thought. With Annotated Translation of His Work – On the Infinite Universe and Worlds. Verlag Henry Schuman, New York 1950, ISBN 1-11731-419-7. online
- Selections from the works of Ambroise Paré. In: Isis Nr. 7, 1924, p. 208.
- Robert Steele (1860–1944) (Obituary Notice). In: Isis Nr. 38, 1947/48, p. 103.
- The Cosmology of Giordano Bruno (1548–1600). In: Isis Nr. 33, 1941/42, p. 187–196.
- Verzeichnis der Briefe von Dorothea Waley Singer an Joseph Needham (englisch). bei Janus, Cambridge